# Trias picta
Trias picta là một loài thực vật có hoa trong họ Lan. Loài này được (E.C.Parish & Rchb.f.) C.S.P.Parish ex Hemsl. miêu tả khoa học đầu tiên năm 1882.

## Hình ảnh

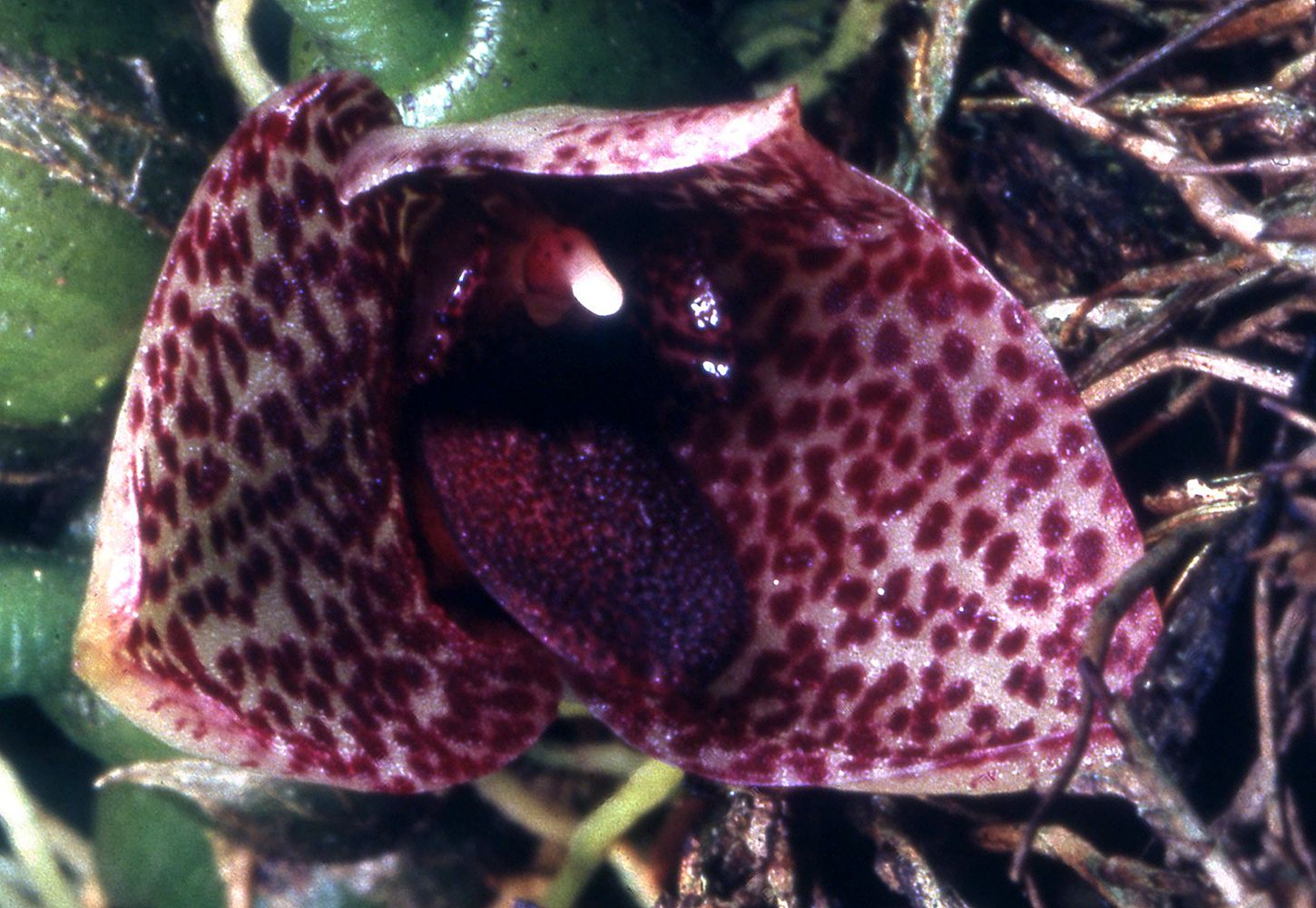